# Acanthodactylus grandis
Espèce
Synonymes
- Acanthodactylus fraseri Boulenger, 1918

Statut de conservation UICN

 LC  : Préoccupation mineure
Acanthodactylus grandis est une espèce de sauriens de la famille des Lacertidae.

## Répartition
Cette espèce se rencontre au Liban, en Syrie, en Jordanie, dans le nord de l'Arabie saoudite, en Irak et dans l'ouest de l'Iran.

## Publication originale
- Boulenger, 1909 : Description of a new lizard of the genus Acanthodactylus from Syria. Annals and Magazine of Natural History, ser. 8, vol. 4, p. 188-189 (texte intégral).